# Leonardo Leo
Leonardo Ortensio Salvatore de Leo (San Vito dei Normanni, 5 agosto 1694 – Napoli, 31 ottobre 1744) è stato un compositore italiano, tra i massimi rappresentanti della scuola musicale napoletana.

## Biografia
Celebre compositore e capostipite della scuola napoletana del XVIII secolo, nacque a San Vito dei Normanni, presso Brindisi, in provincia di Terra d'Otranto. De Leo avrebbe compiuto i suoi studi musicali al conservatorio della Pietà dei Turchini, sotto la direzione di Nicola Fago, soprannominato il tarentino. Girolamo Chigi, maestro di Cappella di San Giovanni in Laterano, allievo e amico di Pitoni, dice che de Leo si recò a Roma e che vi studiò il contrappunto sotto la guida di questo sapiente maestro. Di ritorno a Napoli, de Leo ottenne il posto di secondo maestro al conservatorio della Pietà.
Nel 1716 fu nominato organista della cappella reale e l'anno successivo venne designato per occupare il posto di maestro di cappella della chiesa di Santa Maria della Solitaria, per la quale scrisse molta musica.
Nel 1719 fece rappresentare la Sofonisba, sua prima opera seria che fu ben accolta e in cui il carattere espressivo del suo talento si faceva già notare.
I biografi che sostengono abbia insegnato al conservatorio di Loreto s'ingannano, fu infatti prima al conservatorio della Pietà, poi a quello di Sant'Onofrio, dove ebbe per allievi alcuni dei compositori più illustri del XVIII secolo, come Jommelli e Piccinni. Altri suoi allievi furono Emanuele Barbella e Gennaro D'Alessandro.
Non morì nel 1743, come dice lo stesso Piccinni, in una breve notizia biografica sul suo maestro, né nel 1742 come afferma Burney, ma nel 1744. Il marchese di Villarosa, riferisce che de Leo sarebbe stato colpito da apoplessia, mentre era intento a scrivere un'aria buffa de La finta frascatana che comincia con queste parole: Voi par che gite/di palo in frasca. Lo si trovò con la testa appoggiata sul suo clavicembalo e si credette, in un primo momento che dormisse, ma in realtà aveva già cessato di vivere. È sepolto nella Chiesa di Santa Maria di Montesanto a Napoli, dove son sepolti anche Alessandro Scarlatti ed altri musicisti della scuola napoletana.
Leo era di taglia media, colorito bruno, occhio vivo e temperamento ardente. Sebbene fosse abitualmente piuttosto serioso, non mancava di urbanità e gentilezza. Infaticabile nella professione, passava spesso la maggior parte delle notti a comporre e si trovava sempre in vena. Amava le sue opere, ma rendeva giustizia al merito dei suoi rivali quando occorreva. Morì rimpianto da tutti, lasciando a lungo il ricordo di sé e delle sue opere, nonché della scuola di cui fu uno dei fondatori.

## Considerazioni sull'artista
Leo condivide col suo predecessore Alessandro Scarlatti e i contemporanei Nicola Porpora, Francesco Durante e Francesco Feo, la gloria di aver fondato la scuola di Napoli, da cui sono usciti, durante tutto un secolo, una moltitudine di compositori drammatici di prim'ordine. Egli stesso fu non soltanto un grande professore, ma un artista dei più dotati. La sua musica da chiesa non ha meno maestà di quella di Durante, tocca il cuore e fa nascere degli slanci di tenera devozione.
Il suo Miserere a due cori è una composizione tanto notevole per l'elevatezza dei sentimenti che l'hanno dettata, quanto per la purezza di stile in cui si riconoscono le tracce della scuola cantoria romana in cui studiò. Nella sua musica sacra nello stile accompagnato e concertato, de Leo conserva la semplicità e si fa ammirare per la bellezza dell'espressione, come l'Ave Maris Stella per voce di soprano e orchestra o il Credo a quattro.
Egualmente notevole nel genere teatrale, de Leo è sempre nobile, spesso patetico e appassionato; ed è con questi mezzi, molto semplici, che perviene a grandi effetti.
Piccinni fa i più grandi elogi alle sue opere, e cita in particolare l'aria Misero pargoletto, dal Demofoonte, come modello di espressione drammatica: quest'aria è, in effetti, della più grande bellezza. Anche Arteaga è prodigo di elogi verso questo musicista.

## Opere

### Serenate e pastorali
- Il gran Giorno d'Arcadia (serenata per il giorno della nascita dell'arciduca d'Austria Leopoldo, 1716)
- Diana amante (serenata per la festa della contessa Daun, vice regina di Napoli, 1717)
- Le nozze in danza (pastorale cantata presso Baldassarre Cattaneo principe di San Nicandro per le nozze di suo figlio Domenico, duca di Casalmaggiore, e di Giulia di Capua, duchessa di Termoli, 1718)
- Serenata in lode del signor George Bingh, plenipotenziario del re d'Inghilterra, cantata dal cavaliere Nicolò Grimaldi e Marianna Benti Bulgarelli detta La Romanina, 1719)

### Drammi per musica
1. Sofonisba (Napoli, teatro San Bartolomeo, 1719)
2. Cajo Gracco (Napoli, teatro San Bartolomeo, 1720)
3. Bajazette (rappresentato al palazzo del viceré, 1722)
4. Tamerlano (Roma, 1722)
5. Timocrate (Venezia, 1723)
6. Zenobia in Palmira (dramma di Apostolo Zeno per il teatro San Bartolomeo, 1725)
7. Astianatte (cantato dalla Tesi e da Farinelli, 1725)
8. La somiglianza (teatro dei Fiorentini, 1726)
9. L'Orismene, overo dagli sdegni gli amori, commedia per musica in 3 atti (Teatro Nuovo (Napoli), 1726)
10. Ciro riconosciuto (1727)
11. Argene (1728)
12. Catone in Utica, tragedia per musica in 3 atti, libretto di Pietro Metastasio (cantato nel Teatro San Giovanni Grisostomo a Venezia da Grimaldi, Domenico Gizzi, Farinelli, Giuseppe Maria Boschi e Lucia Facchinelli, 1728)
13. La zingara (intermezzo, 1731)
14. Intermezzi per l'Argene (1731)
15. Amore dà senno (teatro Nuovo, 1733)
16. Emira (con intermezzi di Ignazio Prota, 1735)
17. La clemenza di Tito (1735)
18. Onore vince amore (teatro dei Fiorentini, 1736)
19. La simpatia del sangue (1737)
20. L'Olimpiade (1737, ripresa nel 1743)
21. Siface (1737)
22. Le nozze di Psiche con Amore (1738 al Teatro San Carlo con Vittoria Tesi ed Angelo Amorevoli)
23. Artaserse (1738, revisione del dramma di Leonardo Vinci)
24. Festa teatrale (1739)
25. Amor vuol sofferenza (1739)
26. La contesa dell'Amore e della virtù (1740)
27. L'Alidoro (1740)
28. Alessandro (1741)
29. Demoofonte (1741 con Giovanna Astrua e Caffarelli al Teatro San Carlo di Napoli)
30. Andromaca (1742 con la Astrua e Caffarelli al San Carlo)
31. Decebalo (festa per musica, 1743)
32. Vologeso re dei Parti, dramma per musica in 3 atti, libretto di Apostolo Zeno, diretta da Giovanni Battista Somis (1743) al Teatro Regio di Torino
33. La finta Frascatana (1744) (quest'opera fu terminata da Capranica poiché Leo era stato colto da apoplessia mentre vi lavorava).

Per la datazione delle 11 opere elencate qui di seguito e per tutte le altre si rimanda al DIZIONARIO ENCICLOPEDICO UNIVERSALE DELLA MUSICA E DEI MUSICISTI (DEUMM). In particolare, i voll. II e IV, pp. 368, 721,730 - UTET, 1986.
1714 - Il Pisistrato
```
             1717 
- Le nozze di Iole ed Ercole,
 serenata a tre voci – op. dubbia
```

1717 - Lucio Papirio, op. dubbia, Francesco Feo? → DEUMM, p. 730
1721 - Arianna e Teseo, cantata teatrale
1726 - Il trionfo di Camilla
1727 - Il matrimonio nascosto
1731 - Evergete
1733 - Nitocri, regina di Egitto
 1740 - Achille in Sciro
1740 - Il Medo
1741 - Alessandro nell'Indie (libr. di G. A. Federico) → DEUMM, II, p. 721
Altre opere di questo maestro le cui date non sono conosciute, sono:
1. Lucio Papirio
2. Arianna e Teseo (cantata teatrale)
3. Evergete
4. Il matrimonio nascosto
5. Alessandro nell'Indie
6. Il Medo
7. Nitocri, regina di egitto
8. Il Pisistrate
9. Il trionfo di Camilla
10. Le nozze di Iole ed Ercole (cantata a tre voci)
11. Achille in Sciro

### Oratori sacri
1. Oratorio per il Santo Natale
2. Santa Geneviefa
3. Santa Chiara, o L'infedeltà abbattuta (1712)
4. Il trionfo della castità di Sant' Alessio (1713) libretto Nicolò Corvo
5. Dalla morte alla vita di Santa Maria Maddalena (1722) libretto Carlo de Pretis; perduto
6. La Vergine addolorata per i tormenti del suo Ss. Figlio (1729)
7. Oratorio per la Santissima Vergine del Rosario (1730)
8. Sant'Elena al Calvario (1732) libretto Pietro Metastasio
9. Perla festa di s. Vincenzo Ferreri (forse 1733)
10. La morte d'Abel (1738) libretto Pietro Metastasio
11. San Francesco di Paola nel deserto (1738)
12. Il Verbo eterno e la Religione (1741) libretto Cesare Taviani